# Venenosaurus
Venenosaurus ist eine Gattung sauropoder Dinosaurier aus der Gruppe der Titanosauriformes. Fragmentarische Reste, die sowohl von erwachsenen Individuen als auch von Jungtieren stammen, fanden sich in der Unterkreide (Aptium) des US-amerikanischen Bundesstaats Utah. Einzige Art ist Venenosaurus dicrocei.

## Merkmale
Wie alle Sauropoden war Venenosaurus ein großer, vierbeiniger Pflanzenfresser mit tonnenförmigen Körper und langem Hals und Schwanz. Es handelte sich um einen vergleichsweise kleinen Sauropoden. Das Skelett zeigt verschiedene abgeleitete (fortgeschrittene) Merkmale, wie sie für Vertreter der Titanosauria typisch sind, ebenso wie eine Reihe basaler (ursprünglicher) Merkmale, wie sie für Vertreter der Brachiosauridae typisch sind. Von anderen Sauropoden lässt sich Venenosaurus anhand der Schwanzwirbel unterscheiden: Die Wirbelkörper der vorderen Schwanzwirbel zeigen eine konvexe Vorderseite und eine flache Hinterseite; außerdem sind die Dornfortsätze der mittleren Schwanzwirbel nach vorne geneigt.

## Systematik
Die Verwandtschaftsbeziehungen dieser Gattung sind umstritten. Virginia Tidwell und Kollegen (2001) bemerken, dass verschiedene Merkmale auf eine Zugehörigkeit zu den Brachiosauridae weisen, andere Merkmale jedoch eine Zugehörigkeit zu den Titanosauria nahelegen. Diese Forscher klassifizierten Venenosaurus daher als nicht weiter zuordenbaren Vertreter der Titanosauriformes. Upchurch und Kollegen (2004) vermuten jedoch, dass es sich um einen basalen Vertreter der Titanosauria handelte, basierend auf der Anatomie der Elle (Ulna) und dem im Verhältnis zum Schambein (Pubis) kurzen Sitzbein (Ischium).
Forscher um Rafael Royo-Torres (2009, 2012) schlagen eine neue Gruppe innerhalb der Titanosauriformes vor, die Laurasiformes. Diese Gruppe soll Venenosaurus, Cedarosaurus und Tastavinsaurus umfassen.

## Funde, Forschungsgeschichte und Namensgebung
Der erste Fund (Holotyp, Exemplarnummer DMNH 40932) stammt aus Grand County im östlichen zentralen Utah. Die Fossilien waren in einem mittel- bis grobkörnigen Sandstein mit grünen Tonlinsen eingebettet, der dem Poison-Strip-Sandstone-Member der Unteren Cedar-Mountain-Formation angehört. Diese Sedimente wurden durch einen mäandrierenden Fluss transportiert und abgelagert. Der Fund besteht aus neun Schwanzwirbeln (Cervicalia), Schulterblatt (Scapula), Elle und Speiche (Ulna und Radius), fünf Mittelhandknochen (Metacarpalia), vier Fingergliedern (Phalangen), Schambein (Pubis), Sitzbein (Ischium), drei Mittelfußknochen (Metacarpalia), Astragalus, Chevron-Knochen sowie Rippen.
Der Fund wurde 2001 von Virginia Tidwell, Kenneth Carpenter und Susanne Meyer als neue Gattung und Art Venenosaurus dicrocei wissenschaftlich beschrieben. Der Name Venenosaurus bedeutet so viel wie „Giftechse“ (lat. venenos – „Gift“, saurus – „Echse“) und ist nach dem Poison-Strip-Member benannt, der Gesteinseinheit, aus der die Fossilien stammen. Der zweite Teil des Artnamens, dicrocei, ehrt Anthony DiCroce, den Entdecker des Fossils.
2005 konnten die Überreste eines Jungtieres beschrieben werden. Dieser Fund (Exemplarnummer DMNH 40930) schließt verschiedene Mittelhandknochen, eine Elle, den Kopf einer Rippe sowie verschiedene, schlecht erhaltene Wirbelfragmente mit ein.

## Belege